# Hartog Hartog
Hartog Hartog (Brakel, 11 juni 1847 - Nijmegen, 10 maart 1926) was een industrieel en oprichter van Hartogs Vleeschfabrieken te Oss. 

## Levensloop
Hij was de zoon van de Joodse slager Jacob Hartog (1782-1847) en Catharina van Dijk (geb. 1813). Zijn vader overleed echter toen Hartog bijna 3 maanden oud was was, zijn moeder vertrok met haar kind naar Alem en hertrouwde in 1848 met Isaak van Zwanenberg, die veehandelaar en slager was in Heesch. Zij kreeg met Isaak enkele kinderen, onder anderen Hartogs halfbroer Arnold van Zwanenberg, de grondlegger van Zwanenburg Organon.
Het verhaal dat Hartog al op 13-jarige leeftijd een eigen slagerij te Heesch begonnen zou hebben, is niet aannemelijk: het betrof waarschijnlijk de slagerij van Isaak. In 1869 verhuisde hij naar Oss en in 1872 trouwde hij aldaar met Marianne van den Bergh, die een dochter was van Daniël van den Bergh, grondlegger van het latere Bergoss. Zij kregen 5 zonen, te weten Jacob, Izaak, Arnold, Simon en Arthur, en 6 dochters.
Na een korte mobilisatietijd ten gevolge van de Frans-Duitse Oorlog begon hij in Oss als koopman en in 1876 startte hij met een eigen slagerij aan de Walstraat, die in 1884 naar de Peperstraat verhuisde. Zijn zoons werkten ook in de zaak, die sterk groeide, mede door de opkomende margarine-industrie. Hartog deed ervaring op bij de margarinefabriek van Van den Bergh, en men ging bakkersvet produceren. Het bedrijf werd in 1892 vermeld als stoomvetsmelterij, wat echter nog een ambachtelijk bedrijf met 1 medewerker was. Het vet werd in de margarine-industrie gebruikt. Pas in 1896 was er sprake van een echte industrie, toen een toiletzeepfabriek werd gestart waar 25 mensen werkten.
In 1894 werden al de bedrijven geconcentreerd op bedrijventerrein De Rooijen, bij het station, en in 1902 kwam Jacob Hartog als vennoot in het bedrijf. De bedrijven werden uitgebreid en er kwam een bloeddrogerij, een baconzouterij in 1904, een darmenzouterij in 1905, een vleeswarenfabriek in 1906 en een margarinefabriek in 1911.
Het gezin verhuisde in 1905 naar Nijmegen, en Hartog trok zich in 1914 uit de leiding terug. Zijn zoons namen nu de leiding over, volgens een bepaalde taakverdeling. Zoon Simon was naar Londen gegaan om daar de belangen van de zaak te behartigen.
Het bedrijf werd uiteindelijk te bedreigend gevonden door de Margarine Unie en het werd in 1929 door deze groep overgenomen. Niet veel later werd Unilever gevormd. Hartogs bedrijf leefde voort onder de naam Unox. De fabrieksgebouwen van Hartog zijn in 1997 gesloopt.
Hartogs achterkleindochter, de Amerikaanse Fay Hartog Levin, was van augustus 2009 t/m september 2011 ambassadeur van de Verenigde Staten in Nederland.